# Manuel de Arriaga
Manuel José de Arriaga Brum da Silveira e Peyrelongue (8 tháng 7 năm 1840 - 5 tháng 3 năm 1917) (phát âm tiếng Bồ Đào Nha: [mɐnuˈɛɫ dɨ ɐˈʁiaɡɐ] là luật sư người Bồ Đào Nha, và là Bộ trưởng Tư pháp đầu tiên và Tổng thống đầu tiên của nước này được bầu cử